# Jakob von Wart

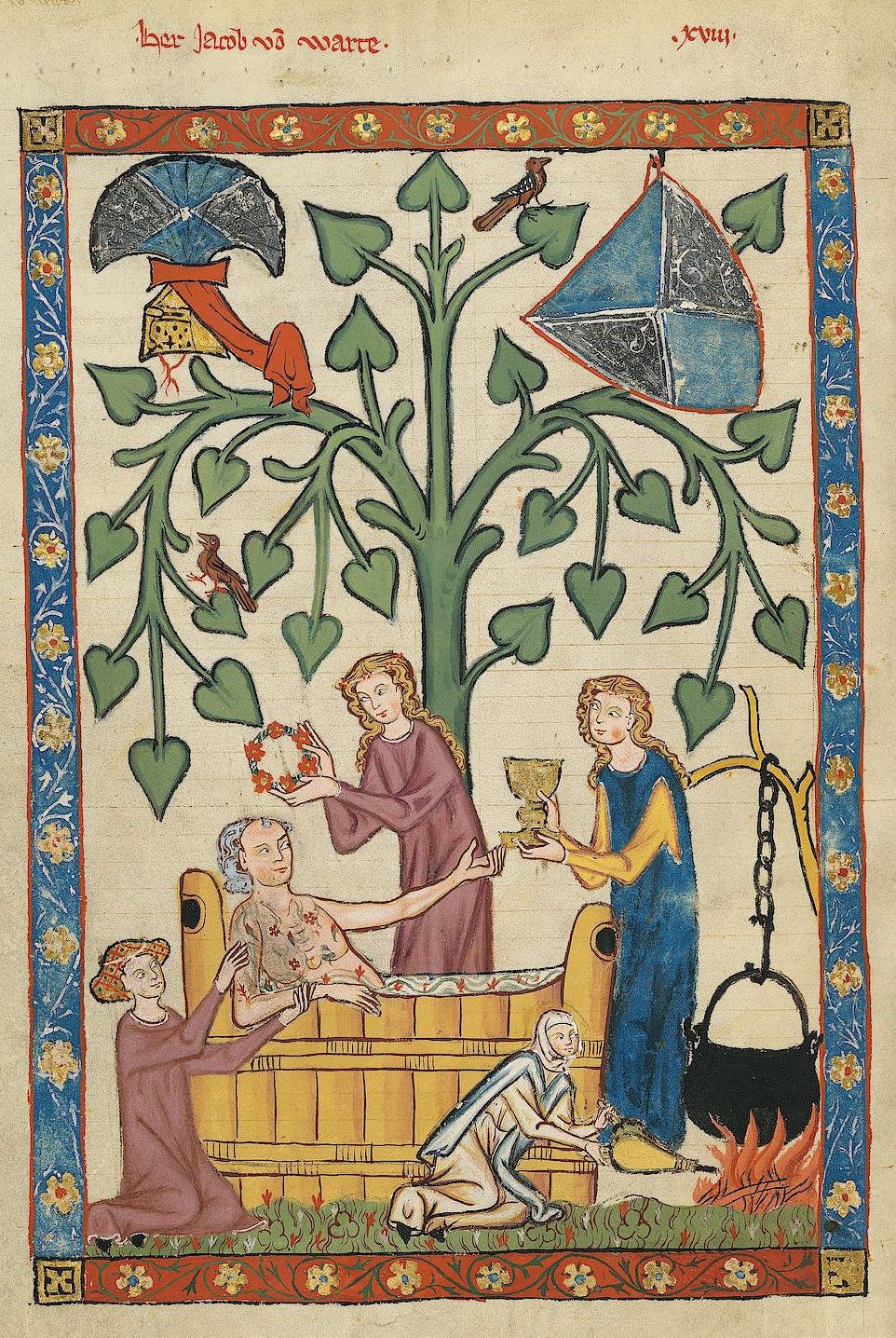
Jakob von Wart im Bad (Codex Manesse, fol. 46v)

Jakob III. von Wart(e) (belegt von 1274 bis 1331) aus dem Geschlecht der Freiherren von Wart ist vor allem als Minnesänger bekannt. Im Codex Manesse sind von ihm 6 Lieder (5 Liebeslieder und 1 Tagelied) erhalten. Er war der Bruder von Rudolf von Wart, der bei der Ermordung von König Albrecht I. beteiligt war. Jakob von Wart war bis 1295 Besitzer des Meierhofs und des Niedergerichts in Weiach.